# Fila (gastronomia)
I fila sono un tipo di involtino tipico della cucina egiziana.
Costituiti da una sottilissima pasta sfoglia con ripieno di carne di montone o agnello e/o formaggio, vengono serviti come antipasto (mezze).